# Tanyproctoides freyi
Tanyproctoides freyi är en skalbaggsart som beskrevs av Rudolph Petrovitz 1968. Tanyproctoides freyi ingår i släktet Tanyproctoides och familjen Melolonthidae. Inga underarter finns listade i Catalogue of Life.